# Lara Flynn Boyle

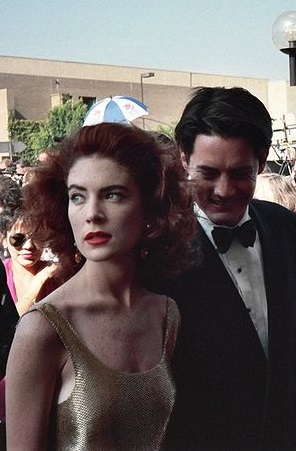
Lara Flynn Boyle i Kyle MacLachlan

Lara Flynn Boyle (ur. 24 marca 1970 w Davenport) – amerykańska aktorka filmowa i telewizyjna pochodzenia irlandzkiego ze strony ojca i włosko-irlandzko-niemieckiego ze strony matki.

## Życiorys

### Wczesne lata
Urodziła się w Davenport w stanie Iowa w rodzinie rzymskokatolickiej jako córka Sally Boyle i Michaela L. Boyle’a. Jej imię zostało zaczerpnięte z powieści Borisa Pasternaka Doktor Żywago. Jej dziadek Charles Augustus Boyle był Amerykaninem pochodzenia włoskiego.
W 1976 jej rodzice rozwiedli się. Wychowywana była przez matkę w Chicago w stanie Illinois i Wisconsin. Cierpiała z powodu dysleksji. Pobierała lekcje tańca, a mając dziesięć lat uczęszczała na warsztaty aktorskie do Piven Theater Workshop w Evanston. Po otrzymaniu stypendium studiowała w prestiżowej prywatnej szkole średniej Chicago Academy for the Arts.

### Kariera
Swoją pierwszą propozycję filmową otrzymała ze Stowarzyszenia Aktorów Filmowych w komedii Johna Hughesa Wolny dzień Ferrisa Buellera (Ferris Bueller’s Day Off, 1986) z Matthew Broderickiem, jednak ostatecznie jej występ został wycięty w montażu. Rok później wystąpiła w dwóch produkcjach telewizyjnych – miniserialu fantasy ABC Ameryka (Amerika, 1987) jako Jacqueline „Jessie”, córka Petera Bradforda (Robert Urich) z Krisem Kristoffersonem, Mariel Hemingway i Samem Neillem oraz serialu przygodowym Sable (1987).
Dzień po ukończeniu szkoły średniej przeniosła się wraz z matką do Los Angeles. Karierę na dużym ekranie zapoczątkowała udziałem w horrorze Duch III (Poltergeist III, 1988) z Nancy Allen i Tomem Skerrittem, komedii Jak dostałem się na studia? (How I Got Into College, 1989) u boku Anthony’ego Edwardsa i dramacie Petera Weira Stowarzyszenie Umarłych Poetów (Dead Poets Society, 1989) jako cheerleaderka z wielką kreacją Robina Williamsa.
Stworzyła dwie imponujące telewizyjne role – jako 18-letnia ofiara mordercy (William Baldwin) w nowojorskim Central Parku w dramacie kryminalnym ABC Sprawa Jenniger (The Preppie Murder, 1989) oraz serialu ABC Davida Lyncha Miasteczko Twin Peaks (Twin Peaks, 1990-1991) jako Donna Marie Hayward, przyjaciółka Laury Palmer (Sheryl Lee).
Pojawiła się także w reklamach Calvina Kleina Obsession (1990) i japońskiego szamponu Lax (1996).
Grała potem w filmach: sensacyjnym Clinta Eastwooda Żółtodziób (The Rookie, 1990) w roli dziewczyny młodego policjanta (Charlie Sheen), komedii romantycznej Majowe wino (May Wine, 1991) jako rywalizująca z matką (Joanna Cassidy) o względy ginekologa, komedii Świat Wayne’a (Wayne’s World, 1992) w roli obsesyjnej i skłonnej do wypadków Stacy, dramacie Dokąd zawiedzie cię dzień (Where the Day Takes You, 1992) jako krucha i bezdomna nastolatka z Davidem Arquette i Kyle’em MacLachlanem, dreszczowcu Bez skrupułów (The Temp, 1993) w roli socjopatycznej szalenie ambitnej sekretarki, dramacie kryminalnym Red Rock West (1993) jako gwałtowna manipulatorka, komediodramacie romantycznym Ich troje (Threesome, 1994) jako lokatorka mieszkająca w akademickim pokoju z dwójką kolegów ze Stephenem Baldwinem i Alexisem Arquette oraz melodramacie Miłość po zmierzchu (Afterglow, 1997) z Julie Christie w roli mężatki romansującej z dużo starszym kochankiem (Nick Nolte), za którą odebrała nagrodę jury na festiwalu filmowym w Fort Lauderdale na Florydzie.
Wcieliła się w biblijną postać Racheli w telewizyjnym filmie TNT Petera Halla Jakub (Giacobbe, 1994) z tytułową rolą Matthew Modine’a. W dwóch odcinkach serialu Ally McBeal (1998, 2002) pojawiła się jako prawniczka okręgowa Helen Gamble. Za rolę asystentki prawnika okręgowego Helen Gamble w serialu ABC Kancelaria adwokacka (The Practice, 1997-2003) zdobyła w 1999 roku nominację do nagrody Emmy.
Jako pozaziemski czarny charakter Serleena w komedii science-fiction Barry’ego Sonnenfelda Faceci w czerni II (Men In Black II, 2002) z Willem Smithem była nominowana do Złotej Maliny w kategorii „Najgorsza aktorka drugoplanowa”. Można ją było dostrzec w serialach: Showtime Huff (2004–2005) i NBC Las Vegas (2005–2006) z Joshem Duhamelem i Molly Sims. W dramacie Life Is Hot in Cracktown (2009) wystąpiła jako okrutna i nieczuła prostytutka Betty McBain.

### Życie prywatne
W szkole średniej spotykała się z projektantem Eduardo Sciammarellą. Spotykała się z Kyle’em MacLachlanem (1990–1992) i Richardem Deanem Andersonem (1995). Od 11 sierpnia 1996 do 1998 była żoną kierownika muzycznego Johna Patricka Dee III. Była związana z Davidem Spade (1998–1999), Jackiem Nicholsonem (1999–2001) i Erikiem Dane (2001). Jej tatuaż na plecach jest pamiątką po romansie z Jayem Penske, synem kierowcy wyścigowego i biznesmena Rogera Penske (2004). Romansowała także z Bruce’em Willisem i Matthew Perrym. 18 grudnia 2006 roku w San Antonio, w stanie Teksas poślubiła biznesmena Donalda Raya Thomasa II.

## Filmografia
- Ameryka (1987, Amerika) jako Jacqueline „Jessie” Bradford
- Duch III (1988, Poltergeist III) jako Donna Gardner
- Jak dostałem się na studia (1989, How I Got Into College) jako Jessica
- Stowarzyszenie Umarłych Poetów (1989, Dead Poets Society) jako Ginny Danburry
- Terror na autostradzie 91 (1989, Terror on Highway 91) jako Laura Taggart
- The Preppie Murder (1989) jako Jennifer Levin
- Majowe wino (1990, May Wine) jako Cammie
- Miasteczko Twin Peaks (1990-1991, Twin Peaks) jako Donna Marie Hayward
- Żółtodziób (1990, The Rookie) jako Sarah
- Gangsterzy (1991, Mobsters) jako Mara Motes
- Cisza przed burzą (1991, Eye of the Storm) jako Sandra Gladstone
- Ciemna strona (1991, The Dark Backward) jako Rosarita
- Red Rock West (1992) jako Suzanne
- Equinox (1992) jako Beverly Franks
- Dokąd zawiedzie cię dzień (1992, Where the Day Takes You) jako Heather
- Świat Wayne’a (1992, Wayne’s World) jako Stacy
- Bez skrupułów (1993, The Temp) jako Kris Bolin
- Ich troje (1994, Threesome) jako Alex
- Jakub (1994) jako Rachela
- Czas przeszły (1994, Past Tense) jako Tory Bass/Sabrina James
- Brzdąc w opałach (1994, Baby’s Day Out) jako Laraine Benningtons
- Droga do Wellville (1994, The Road to Wellville) jako Ida Muntz
- Ryzykowne związki (1995, Cafe Society) jako Patricia Ward
- Cannes Man (1996) jako w roli siebie samej
- Boski plan (1996, The Big Squeeze) jako Tanya Mulhill
- Miłość po zmierzchu (1997, Afterglow) jako Marianne Byron
- Red Meat (1997) jako Ruth
- Farmer & Chase (1997) jako Hillary
- The Practice jako Helen Gamble (1997–2004)
- Odkąd cię nie ma (1998, Since You’ve Been Gone) jako Grace Williams
- Happiness (1998) jako Helen Jordan
- Plan Zuzanny (1998, Susan’s Plan) jako Betty Johnson
- Łańcuch szczęścia (2000, Chain of Fools) jako Karen
- Sekrety miłości (2001, Speaking of Sex)
- Faceci w czerni II (2002, Men in Black II) jako Serleena
- Creature Featurettes (2002) jako ona sama
- „Huff”: Around the Edges (2004) jako ona sama
- Before, During and „After the Sunset” (2005) jako ona sama
- Rewolta (2006, Land of the Blind) jako Pierwsza Dama
- Shades of Black: The Conrad Black Story (2006) jako Barbara Amiel
- A West Texas Children’s Story (2007) jako mama Bena
- Life Is Hot in Cracktown (2009) jako Betty McBain
- Cougar Hunting (2011) jako Kathy
- Hansel & Gretel Get Baked (2013) jako Agnes
- Lucky Dog (2014) jako Donley